# アルバーツカヤ駅 (アルバーツコ＝ポクローフスカヤ線)
座標: 北緯55度45分08秒 東経37度36分22秒 / 北緯55.7522度 東経37.6061度
アルバーツカヤ駅（アルバーツカヤえき、ロシア語: Арбатская）は、モスクワ地下鉄3号線の駅。4号線にもアルバーツカヤ駅は存在するが、4号線のうち当駅との接続駅はアレクサンドロフスキー庭園駅である。

## 歴史
1953年4月5日に開業した。

## 乗り換え
- ビブリオチェーカ・イーミニ・レーニナ駅（モスクワ地下鉄1号線）
- アレクサンドロフスキー庭園駅（モスクワ地下鉄4号線）
- ボロヴィツカヤ駅（9号線）